# Кюр-Біч (Північна Кароліна)
Кюр-Біч (англ. Kure Beach) — місто (англ. town) в США, в окрузі Нью-Гановер штату Північна Кароліна. Населення — 2191 особа (2020).

## Географія
Кюр-Біч розташований за координатами 33°59′58″ пн. ш. 77°54′27″ зх. д. / 33.99944° пн. ш. 77.90750° зх. д. (33.999336, -77.907580).  За даними Бюро перепису населення США в 2010 році місто мало площу 2,19 км², з яких 2,18 км² — суходіл та 0,01 км² — водойми.

## Демографія
Згідно з переписом 2010 року, у місті мешкало 2012 осіб у 934 домогосподарствах у складі 637 родин. Густота населення становила 919 осіб/км².  Було 2213 помешкання (1010/км²).
Расовий склад населення:
| - 97,0 % — білих - 0,8 % — чорних або афроамериканців - 0,6 % — азіатів - 0,3 % — корінних американців |

До двох чи більше рас належало 0,8 %. Частка іспаномовних становила 1,8 % від усіх жителів.
За віковим діапазоном населення розподілялося таким чином: 14,5 % — особи молодші 18 років, 60,2 % — особи у віці 18—64 років, 25,3 % — особи у віці 65 років та старші. Медіана віку мешканця становила 53,6 року. На 100 осіб жіночої статі у місті припадало 95,5 чоловіків;  на 100 жінок у віці від 18 років та старших — 95,7 чоловіків також старших 18 років.
Середній дохід на одне домашнє господарство  становив 88 216 доларів США (медіана — 71 750), а середній дохід на одну сім'ю — 99 290 доларів (медіана — 77 474). Медіана доходів становила 61 484 долари для чоловіків та 33 977 доларів для жінок. За межею бідності перебувало 8,4 % осіб, у тому числі 21,6 % дітей у віці до 18 років та 0,8 % осіб у віці 65 років та старших.
Цивільне працевлаштоване населення становило 1071 особа. Основні галузі зайнятості: освіта, охорона здоров'я та соціальна допомога — 17,8 %, науковці, спеціалісти, менеджери — 17,1 %, роздрібна торгівля — 15,7 %.